# Landschaftsschutzgebiet Wald- und Grünlandkomplex Huppigsberg

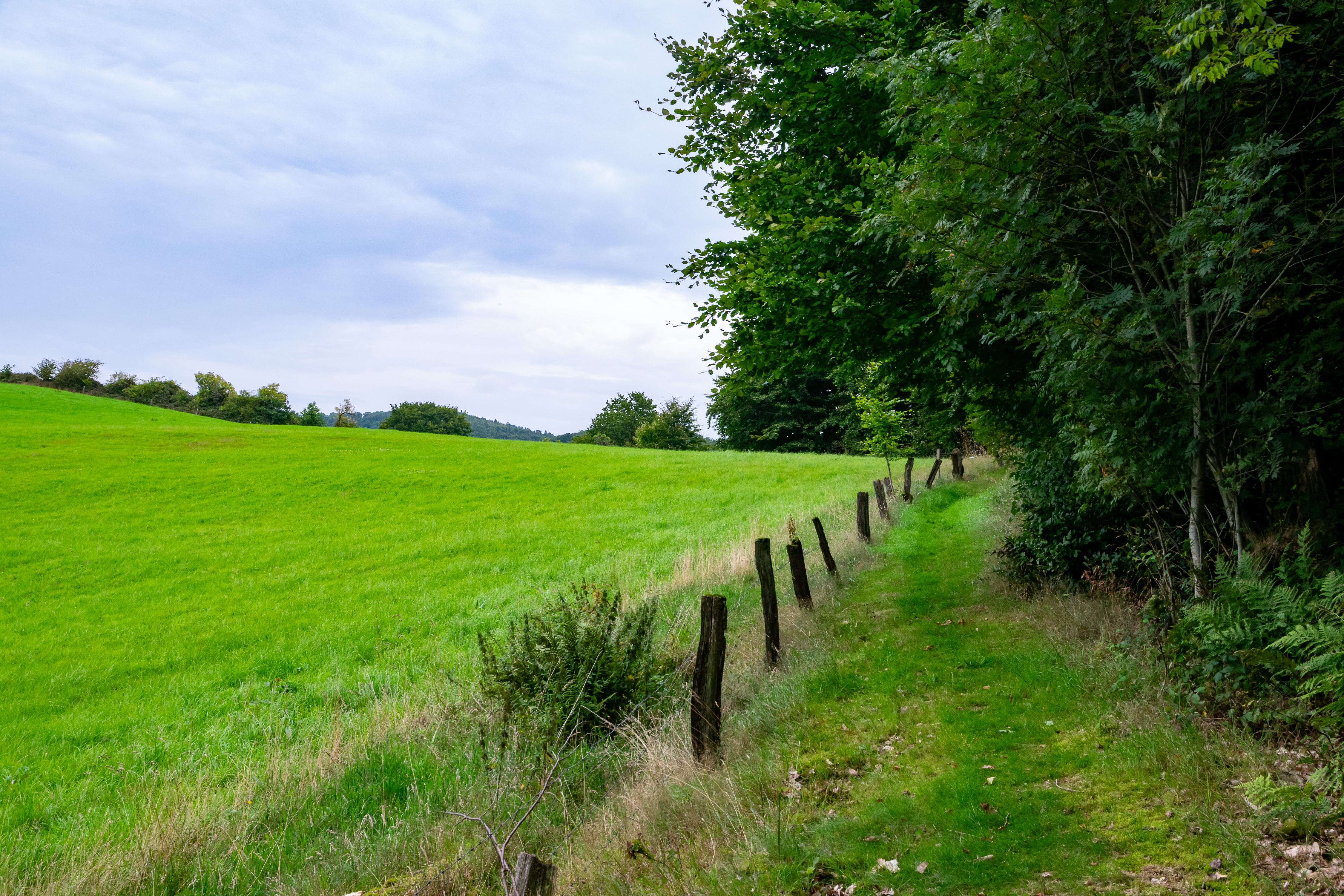
Weg am Huppigsberg

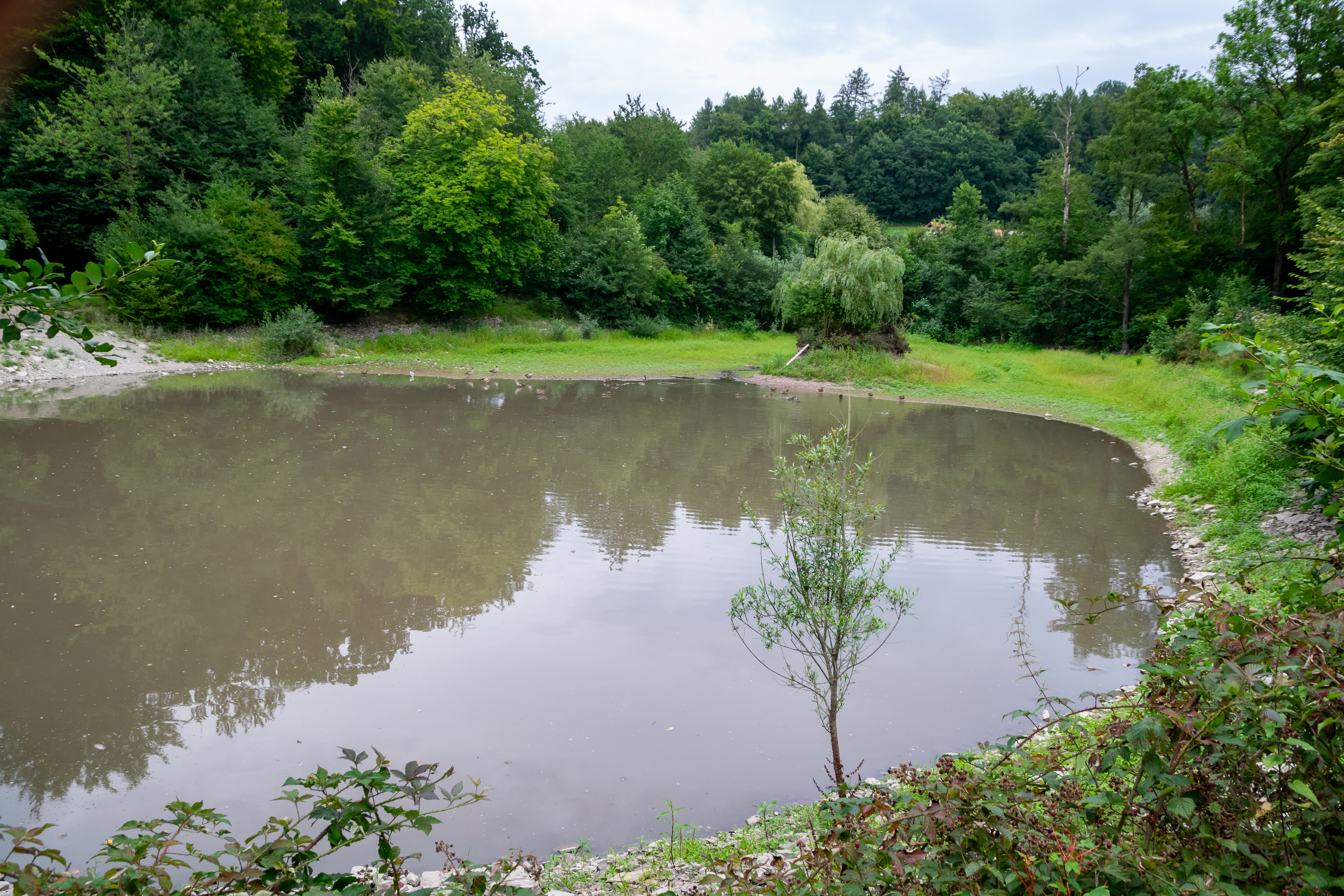
Teich am Forsthaus

Das Landschaftsschutzgebiet Wald- und Grünlandkomplex Huppigsberg mit 112,4 ha Flächengröße liegt östlich von Schwelentrup im Stadtgebiet von Dörentrup. Es wurde 2006 mit dem Landschaftsplan Oberes Begatal durch den Kreistag des Kreises Lippe als Landschaftsschutzgebiet (LSG) ausgewiesen.

## Beschreibung
Das Schutzgebiet grenzt direkt an die Bebauung des Dorfes. Wie Inseln liegen fünf kleinere bebaute Bereiche im LSG und gehören nicht zum Schutzgebiet. Das LSG umfasst einen reich strukturierten Wald- und Grünlandkomplex. An  Schwelentrup schließt sich zunächst Grünland, meist beweidet, mit zahlreichen Hecken, Gehölzen und Obstbäumen an. Am Südosthang des Huppigsberges stockt ein alter Buchen-Eichenwald ohne Strauchschicht. Er ist dominiert von Alteichen mit einem Brusthöhendurchmesser mit bis zu 80 cm, wobei Buchen beigemischt sind. Eine Krautschicht ist nur an etwas aufgelichteten Stellen vorhanden. Im zentralen Bereich des LSG entspringt ein kleiner Bach. Die Quellen des Bachs liegen in den Grünlandbereichen. Hier befinden sich Magerwiesen und –weiden. Auf diesen Magerwiesen und –weiden kommen Pflanzen der Roten Liste NRW, genauer der Vorwarnliste vor. Ein weiterer naturnaher und mäßig eingeschnittener Bach entspringt mit mehreren Quellbereichen im Buchenwald nordöstlich Drecken und fließt in südwestliche Richtung. Südlich Drecken stehen am Ufer des leicht mäandrierenden Baches nur vereinzelt Eschen und niedrigwüchsige Bachuferfluren. Am Bach sind Prall- und Gleithänge andeutungsweise ausgebildet. Randlich abgelagerte Bachsedimente werden von Milzkrautfluren eingenommen. Südlich des Forsthauses Fuchsberg durchfließt der Bach zwei größere, teils naturnahe Teiche, bevor er als Wiesenbach den Siedlungsbereich von Dörentrup erreicht und hier in den Mühlingsbach mündet.
Zum Schutzgebiet führt der Landschaftsplan aus: „Das Gebiet ist wertvoll für Hecken- und Gebüsch sowie Höhlenbrüter und für Alt- und Totholzbesiedler.“

## Schutzzwecke für das LSG
Laut Landschaftsplan erfolgte die Ausweisung des LSG
- „zur Erhaltung und Wiederherstellung der Leistungsfähigkeit des Naturhaushaltes in ökologisch besonders wertvoll strukturierten Bereichen mit Wasser-, Klima- und Biotopschutzfunktionen,“
- „zur Erhaltung und Wiederherstellung von Quellbereichen und naturnahen Fließgewässern, Wald- und Grünlandbereichen unterschiedlicher Feuchtestufen, Feldgehölzen, Hecken und Obstwiesen,“
- „zur Erhaltung morphologisch ausgeprägter Bereiche zur Sicherung der landschaftlichen Eigenart und Vielfalt für die Erholung, “
- „zur Erhaltung wertvoller Biotopkomplexe aus Wald-Grünlandbereichen, Fließgewässern und Quellen sowie Biotopen nach § 62 LG mit wichtigen Refugial-, Puffer-, Trittstein- und Vernetzungsfunktionen,“
- „zur Erhaltung und Wiederherstellung wichtiger Rückzugsräume für die bedrohte Tier- und Pflanzenwelt,“
- „zur Sicherung von kulturhistorisch bedeutsamen Landschaften, z. B. Terrassenkulturlandschaften,“
- „zur Sicherung der das Orts- und Landschaftsbild gliedernden und belebenden und die dörflichen Siedlungsstrukturen prägenden Freiraumelemente.“[1]

## Rechtliche Vorschriften
Im Landschaftsschutzgebiet ist unter anderem das Errichten von Bauten und das Anlegen von Fischteichen verboten.